# L’Alsace
L’Alsace – francuski dziennik regionalny ukazujący się na terenie regionu Alzacji oraz Franche-Comté. 
Dziennik został założony 24 listopada 1944 roku. Redakcja dziennika znajduje się w Miluzie, a redaktorem naczelnym „L’Alsace” jest Francis Laffron. Oprócz tego „L’Alsace” posiada liczne filię redakcyjne, w takich miastach jak Strasburg, Belfort oraz Colmar. W tych miastach dziennik publikuje specjalne dodatki opisujące wydarzenia lokalne.
Z nakładem wynoszącym ponad 111 000 egzemplarzy dziennie, dziennik „L’Alsace” jest jedną z najbardziej poczytnych gazet regionu Alzacji.